# Solodkovodne, Rozivka
Solodkovodne (în ucraineană Солодководне) este localitatea de reședință a comunei Solodkovodne din raionul Rozivka, regiunea Zaporijjea, Ucraina.

## Demografie
Componența lingvistică a localității Solodkovodne
     Ucraineană (92,27%)
     Rusă (7,23%)
     Alte limbi (0,5%)
Conform recensământului din 2001, majoritatea populației localității Solodkovodne era vorbitoare de ucraineană (92,27%), existând în minoritate și vorbitori de rusă (7,23%).